# Igreja autóctone
Igreja Autóctone é toda igreja que é originária de um país e não possui influência externa, ou seja, influência cultural importada, já que os padrões dela são todos nativos.
Outro exemplo usado para termos missionários, é a igreja perfeitamente compatível com lugar ou região, onde consegue crescer e prosperar, por isso uma igreja autóctone tem as seguintes características:
1. Os membros destas igrejas além de crerem no evangelho apreendido, o pratica diariamente, pois foi perfeitamente encaixado a cultura nativa;
2. O evangelho influencia diretamente na suas formas de adoração e oblação;
3. Apesar de adotarem algumas práticas estrangeiras não são marginalizados, já que a cultura nativa foi pouco mudada, ou seja, mudanças em pequenos termos como tipos de cultos e religião, mas não em costumes e usos;
4. Apreciam de corpo e alma o evangelho cristão já que achou respostas para suas necessidades espirituais;
5. A mudança mais visível é o novo fundamento de sua fé que passa a ser a Bíblia Sagrada cristã, onde pedem ao Espírito Santo que compreendam melhor as Escrituras.